# Mariposas S.A.
Mariposas S.A. es una película dramática colombovenezolana de 1986 dirigida por el chileno Dunav Kuzmanich con guion de Antonio Montaña. Fue protagonizada por Flor Nuñez, Darcy d'Sus, Yulika Krausz, Marcelo Romo y Ramón Hinojosa. Además, cuenta con Hernando Casanova, actor recurrente de la filmografía de Kuzmanich.

## Sinopsis
Narra la historia de siete prostitutas que viajan en un camión, de pueblo en pueblo, vendiendo su espectáculo en las ferias y fiestas bajo una vieja carpa de circo, así como las peripecias y dificultades que deben enfrentar, ya que las autoridades civiles y eclesiásticas solicitan participación en las utilidades para garantizar protección ante la comunidad.

## Reparto
| Actor             | Personaje |
| ----------------- | --------- |
| Flor Nuñez        |           |
| Darcy d'Sus       |           |
| Yulika Krausz     |           |
| Marcelo Romo      |           |
| Ramón Hinojosa    |           |
| Hernando Casanova |           |
| Lisandro Meza     |           |